# Leptopodomorpha
Leptopodomorpha (лат.) — инфраотряд полужесткокрылых из подотряда клопов. 

## Описание
Представители этой группы полужесткокрылых не превышают 8 мм в длину.

## Образ жизни
Обитают обычно по берегам водоёмов в приливной зоне или на суше, некоторые виды найдены в пещерах. Все представители являются хищниками. 

## Классификация
Инфраотряд включает четыре семейства. Насчитывается по разным оценкам от 354 до 380 видов.